# Augustin Bata
Augustin Bata (* 22. Mai 1980) ist ein französischer Taekwondoin. Er startet in der Gewichtsklasse bis 87 Kilogramm.
Bata bestritt seine ersten internationalen Titelkämpfe erst relativ spät im Alter von 25 Jahren. Bei der Weltmeisterschaft 2005 in Madrid schied er im Auftaktkampf aus. In den folgenden Jahren war er vor allem bei Weltcupveranstaltungen erfolgreich. In Kopenhagen erreichte er bei der Weltmeisterschaft 2009 erstmals ein WM-Achtelfinale. Seine erste Medaille konnte sich Bata bei der Europameisterschaft 2010 in Sankt Petersburg erkämpfen. Er erreichte in der Klasse bis 87 Kilogramm das Finale und gewann nach einer Niederlage gegen Carlo Molfetta Silber. Bei der Weltmeisterschaft im folgenden Jahr in Gyeongju konnte er mit dem Einzug ins Viertelfinale, in dem er Cha Dong-min unterlag, sein bislang bestes WM-Ergebnis erzielen. Bata wiederholte bei der Europameisterschaft 2012 in Manchester den Gewinn der Silbermedaille, im Finale unterlag er diesmal Lutalo Muhammad.
Bata trainiert am Institut National du Sport, de l'Expertise et de la Performance in Paris.